# لورا هيرشي
لورا هيرشي (بالإنجليزية: Laura Hershey)‏ هي كاتِبة وشاعرة أمريكية، ولدت في 11 أغسطس 1962، وتوفيت في 26 نوفمبر 2010.